# Rio Siriji
Rio Siriji är ett vattendrag i Brasilien.   Det ligger i delstaten Pernambuco, i den östra delen av landet, 1 700 km nordost om huvudstaden Brasília.
Omgivningarna runt Rio Siriji är en mosaik av jordbruksmark och naturlig växtlighet. Runt Rio Siriji är det ganska tätbefolkat, med 155 invånare per kvadratkilometer.